# Ester Almqvists minnesfond

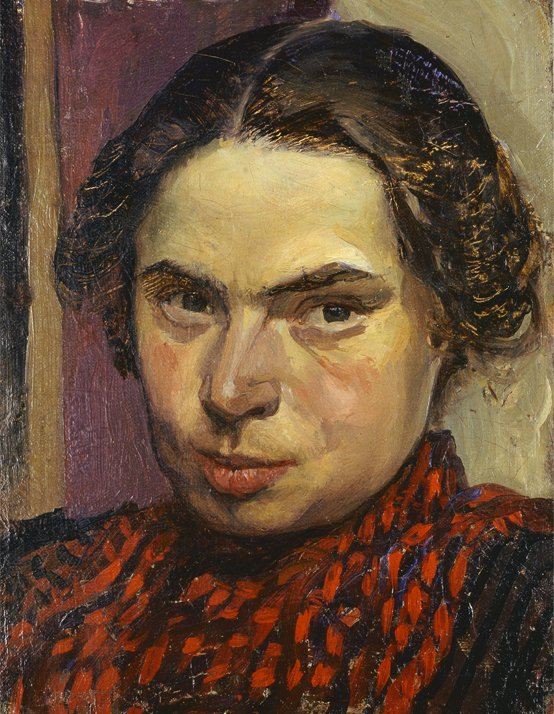
Ester Almqvist, Självporträtt 1901 (oljefärg på duk)

Stiftelsen Ester Almqvists minnesfond instiftades 1965 och ska, enligt stadgarna, ha en styrelse som leds av en professor i konstvetenskap vid Lunds universitet och i övrigt består av följande ledamöter: chefen för Lunds konsthall, verksamhetsledaren för Skånes konstförening samt en i Skåne verksam konstnär och en i Skåne verksam konstkritiker. Stiftelsens syfte är att förvalta den förmögenhet som testamenterades av Maria Almqvist (1871–1964), syster till målaren Ester Almqvist. Hon tillhörde den konstnärskrets som banade väg för modernismens genombrott i Sverige, och rönte med sitt expressionistiska uttryck framgång under 1900-talets första decennier.
Efter beslut i stiftelsens styrelse utdelas ett stipendium ur Ester Almqvists minnesfond varje år till en konstnär född eller verksam i Skåne. Stipendiesumman varierar, eftersom den baserar sig på fondens årliga avkastning, men har de senaste fem åren legat på mellan 90 000 och 160 000 kronor. Stipendiet kan inte sökas.
Styrelsen består 2024 av Max Liljefors, Åsa Nacking, Janneke Schoene, Bianca Maria Barmen och Linda Fagerström. 

## Mottagare av stipendiet
- 1966 – Bäckström, Barbro
- 1968 – Svea Bjurling
- 1970 – Lillemor Hall och Bo Hultén
- 1972 – Bengt Böckman
- 1974 – Brita af Klercker, Carl Magnus och Janie Söderberg
- 1976 – Grete Billgren och Ingegerd Lundahl-Olsson
- 1978 – Ulla Buhre
- 1980 – Elenta Tooves och Knut Grane
- 1982 – Britt Lundbohm-Reutersvärd och Bertil Herlov Svensson
- 1985 – Bertil Berntsson, Tamara Malmeström och Lars Follin
- 1986 – Carlos Capelan, Bruno Knutman och Petter Pettersson
- 1987 – Simon Arne, Anita Nilsson och Rolf Wilhelmsson
- 1988 – Christina Campbell och Rickard Årlin
- 1989 – Eric Lennarth,  Stig Morin, P O Persson och Jörgen Fogelquist
- 1991 – Helmtrud Nyström och Claes Eklundh
- 1992 – Acke Hydén och Ulf Trotzig
- 1993 – Annika Svenbro och Marko Cesarec
- 1994 – Lars Ekholm och Thomas Henriksson
- 1995 – Curt Fors och Gun Gordillo
- 1996 – Torsten Andersson och Bianca Maria Barmen
- 1997 – Stina Ebers och C O Hultén
- 1998 – Ola Billgren, Gösta Lindqvist och Mariana Manner
- 1999 – Monika Larsen Dennis och Rita Lundqvist
- 2000 – Elisabet Apelmo och Georg Oddner
- 2001 – Sirous Namazi
- 2002 – Håkan Bengtsson och Magnus Wallin
- 2003 – Astrid Göransson och Åsa Sonjasdotter
- 2004 – Anders Andersson och Nathalie Djurberg
- 2005 – Leif Holmstrand
- 2006 – David Krantz
- 2007 – Susann Rönnertz och Annelie Nilsson
- 2008 – Charlotte Walentin
- 2009 – Jan Cardell
- 2010 – Vassil Simittchiev
- 2011 – Lilith Performance Studio (Elin Lundgren och Petter Pettersson)
- 2012 – Peter Johansson och Barbro Westling
- 2013 – Kalle Brolin
- 2014 – Marie Andersson
- 2015 – Conny Blom och Nina Slejko Blom
- 2016 – Linnéa Carlsson
- 2018 – Gittan Jönsson
- 2019 – EvaMarie Lindahl[5]
- 2020 – Ingela Ihrman[6]
- 2021 – Thale Vangen
- 2022 – Samaneh Roghani
- 2023 – Gylleboverket